# William Newsome
William Thomas Newsome (* 5. Juni 1952 in Live Oak, Florida) ist ein US-amerikanischer Neurowissenschaftler.
Sein Forschungsgebiet ist die Visuelle Wahrnehmung. Er forscht und lehrt an der Stanford University, wo er Professor für Neurobiologie ist. Außerdem ist er dort Gründungsdirektor des Wu Tsai Neurosciences Institute. Seinen PhD in Biologie 1979 erhielt er am California Institute of Technology. Er blieb am CalTech für einen PostDoc-Aufenthalt bei David Van Essen.

## Auszeichnungen (Auswahl)
- Howard Hughes Medical Institute Investigator (1997–)
- Mitglied der National Academy of Sciences (2000)
- Mitglied der American Academy of Arts and Sciences (2017)
- Mitglied der Society for Neuroscience
- Mitglied American Philosophical Society
- Prémio de Visão António Champalimaud (2010)
- Karl Spencer Lashley Award, American Philosophical Society (2010)
- Dan-David-Preis, Tel Aviv University (2004)
- George A. Miller Prize in Cognitive Neuroscience (2001)
- W. Alden Spencer Award, Columbia University (1994)
- Golden Brain Award (1992)

## Schriften (Auswahl)
- Newsome, W.T., Maunsell, J.H.R. and van Essen, D.C. (1986): Ventral posterior visual area of the macaque: Visual topography and areal boundaries. J. Comp. Neurol., 252: 139-153. https://doi.org/10.1002/cne.902520202.
- Maunsell, J. H., & Newsome, W. T. (1987): Visual processing in monkey extrastriate cortex. Annual Review of Neuroscience, 10, 363–401. https://doi.org/10.1146/annurev.ne.10.030187.002051.
- Newsome, W. T., Britten, K. H., & Movshon, J. A. (1989): Neuronal correlates of a perceptual decision. Nature, 341(6237), 52–54.
- Salzman, C.D.; Britten, K.H.; Newsome, W.T.: Cortical microstimulation influences perceptual judgements of motion direction. Nature 1990, 346, 174–177.
- Shadlen, M. N., & Newsome, W. T. (1994): Noise, neural codes and cortical organization. Current opinion in neurobiology, 4(4), 569–579.
- Michael N. Shadlen and William T. Newsome (1998): The Variable Discharge of Cortical Neurons: Implications for Connectivity, Computation, and Information Coding. Journal of Neuroscience.  18 (10) 3870–3896; https://doi.org/10.1523/JNEUROSCI.18-10-03870.1998.
- Jorgenson Lyric A., Newsome William T., Anderson David J., Bargmann Cornelia I., Brown Emery N., Deisseroth Karl, Donoghue John P., Hudson Kathy L., Ling Geoffrey S. F., MacLeish Peter R., Marder Eve, Normann Richard A., Sanes Joshua R., Schnitzer Mark J., Sejnowski Terrence J., Tank David W., Tsien Roger Y., Ugurbil Kamil and Wingfield John C. (2015): The BRAIN Initiative: developing technology to catalyse neuroscience discovery. Phil. Trans. R. Soc. B37020140164. http://doi.org/10.1098/rstb.2014.0164.